# 罗索 (明尼苏达州)
羅索（英語：Roseau）是一個位於美國明尼蘇達州羅索縣的都市。根據2010年美國人口普查，該地共人口2633人，而該地的面積約為6.92平方千米。同時該地也是羅索縣的縣治。

## 地理
羅索的座標為48°50′48″N 95°45′39″W / 48.84667°N 95.76083°W，而該地的平均海拔高度為319米（即1047英尺）。